# Gryllus brevecaudatus
Gryllus brevecaudatus is een rechtvleugelig insect uit de familie krekels (Gryllidae). De wetenschappelijke naam van deze soort is voor het eerst geldig gepubliceerd in 1961 door Lucien Chopard.